# Ornithodesmus cluniculus
Ornithodesmus cluniculus es la única especie conocida del género extinto Ornithodesmus (“eslabón de ave”) es un género representado por una única especie de dinosaurio terópodo celurosauriano, que vivió a principio del período Cretácico, en el Barremiense de lo que es hoy Europa.

## Descripción
Ya que es conocido a partir de algunas vértebras aisladas, poco se sabe acerca de la apariencia de Ornithodesmus. Las espinas neurales de las vértebras están fusionadas y forman una hoja sobre el sacro de 9.6 centímetros de largo, el cual está levemente arqueado. Las bases de las espinas neurales forman una plataforma lateral, y las dos primeras vértebras de la secuencia tiene profundas cavidades, las cuales servían para acomodar los sacos aéreos.
Basándose en su aparente identidad como dromeosáurido, sería probablemente un carnívoro, y mediría cerca de 1.8 m de longitud en vida. Se conocen dientes probablemente pertenecientes a un dromeosáurido velociraptorino de la misma formación, pero son demasiado grandes para haber pertenecido a Ornithodesmus; en cambio, estos deben haber sido de un terópodo cercano en tamaño al gigante Utahraptor.

## Descubrimiento e investigación

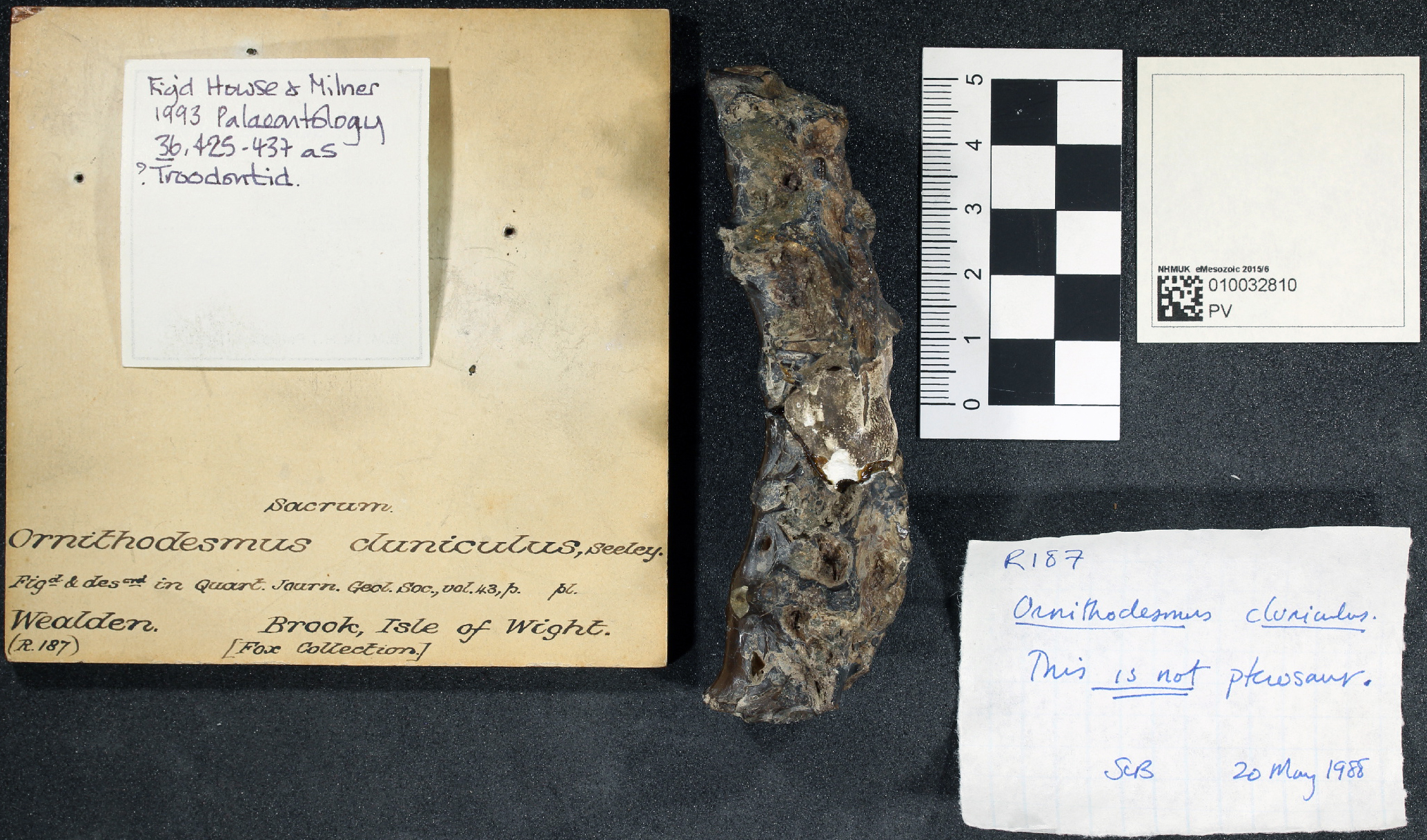
Fotografía moderna del sacro holotipo, conn etiquetas de museo

Sus restos fueron encontrados en la Isla de Wight, Inglaterra. El nombre fue asignado originalmente a un sacro (una serie de vértebras fusionadas a los huesos de la cadera), que inicialmente se creyó que provenían de un ave y posteriormente fueron identificados como un pterosaurio. Restos de pterosaurios más completos fueron asignados más tarde a Ornithodesmus, hasta que análisis detallados determinaron que el espécimen original de hecho pertenecía a un terópodo, específicamente un dromeosáurido. Todo el material de pterosaurio anteriormente asignado a este género ha sido renombrado como Istiodactylus.
Ornithodesmus cluniculus fue descrito por primera vez por Harry Govier Seeley en 1887, basándose en un conjunto de seis vértebras fusionadas de la cadera, el sacro, a los que se asignó el número de espécimen BMNH R187, hallado por William D. Fox en la Formación Wessex en Brook Bay. Seeley creyó que los huesos provenían de un ave primitiva, y le dio su nombre que significa "ave eslabón", del griego ὄρνις (ornis), "ave", y δεσμός (desmos), "eslabón". El nombre de la especie cluniculus significa "nalga pequeña" en latín, en referencia a los pequeños muslos indicados por el tamaño del espécimen.
Más tarde en ese mismo año, John Hulke, en un artículo anónimo, sugirió que los restos en realidad pertenecían a un pterosaurio. El propio Seeley más tarde cambió de opinión cuando describió el esqueleto completo, número de espécimen BMNH R176, de una nueva especie de pterosaurio que él consideró que estaba cercanamente relacionada con O. cluniculus. Llamó a esta nueva especie Ornithodesmus latidens en 1901. Aunque lo consideraba ahora un pterosaurio, Seeley en ese entonces aún pensaba que Ornithodesmus era cercano al origen de las aves, y sugirió la (ahora obsoleta) idea de que las aves y los pterosaurios compartían un ancestro común cercano. Durante el siglo que siguió a esta clasificación, el pterosaurio O. latidens fue usado como el ejemplo típico de Ornithodesmus, mientras que el espécimen tipo fragmentario fue generalmente ignorado. En 1913, Reginald Walter Hooley nombró a una nueva familia para distinguir a Ornithodesmus de otros grandes pterosaurios conocidos en esa época, Ornithodesmidae.
En 1993, Stafford C. Howse y Andrew Milner reexaminaron al espécimen tipo de O. cluniculus y determinaron que Seeley había referido incorrectamente la especie de pterosaurio a este género. Ellos identificaron a O. cluniculus como un dinosaurio terópodo. Más específicamente, sugirieron que era un trodóntido, basándose en su similitud con el supuesto espécimen de trodóntido BMNH R4463. No obstante, un estudio posterior de Peter Makovicky y Mark Norell mostró que este espécimen era un dromeosáurido, debido a esta reclasificación, ellos consideraron que Ornithodesmus probablemente también era un dromeosáurido. Darren Naish y colaboradores en 2001 estuvieron en desacuerdo con la identificación de Ornithodesmus como dromeosáurido, sugiriendo en cambio que estaba relacionado con los ceratosaurios o los celofísidos. Sin embargo, estos mismos científicos cambiaron de opinión, publicando un artículo en 2007 en que estaban de acuerdo con los estudios previos y clasificaron a Ornithodesmus como dromeosáurido.
Los especímenes más completos de pterosaurios que fueron asociados por largo tiempo con el nombre Ornithodesmus recibieron un nuevo nombre en 2001, Istiodactylus.

## Clasificación
En 1993, Howse y Milner reidentificaron el holotipo Ornithodesmus cluniculus como un terópodo, el pterosaurio fue posteriormente renombrado Istiodactylus latidens por Howse et al. en 2001. Específicamente, creían que era un troodóntido, basándose en gran medida en la comparación con BMNH R4463, otro supuesto sacro troodóntido. Makovicky en 1995 y Norell y Makovicky 1997 identificaron BMNH R4463 como Saurornitholestes, y la última referencia señaló Ornithodesmus se parece a Dromaeosauridae en la posesión de una cresta dorsal bien desarrollada formada por la zygapofisis. Makovicky afirmó que el espécimen "probablemente no era ni un troodóntido ni un dromeosáurido", mientras que Naish et al. en 2001 afirmó que algunos caracteres argumentan en contra de la identidad de un dromeosáurido, como los procesos transversales que no están aplanados dorsoventralmente. Sin embargo, ese carácter no tiene sentido fuera de un contexto filogenético. Como alternativa, Naish et al. notan la semejanza con Coelophysis rhodesiensis y Carnotaurus en presencia de seis sacrales, lámina de la espina neural y plataforma neural. Sin embargo, los celofisoides nunca tienen más de cinco sacras, y los dromeosáuridos como el Velociraptor tienen los tres personajes enumerados. Además, ningún celofisoide o ceratosauriano tiene pleurocoelos sacros o superficies sacras ventrales aplanadas con un surco mediano, a diferencia del Ornithodesmus y los dromeosáuridos. Se incluyó por primera vez en el análisis de maniraptoriformes de Hartman et al. y 2019 que lo recuperó en Unenlagiinae, pero después de agregar más datos también puede caer en Halszkaraptorinae o como un dromeosáurido basal con un número igual de pasos.